# Švédské kulturní centrum v Paříži

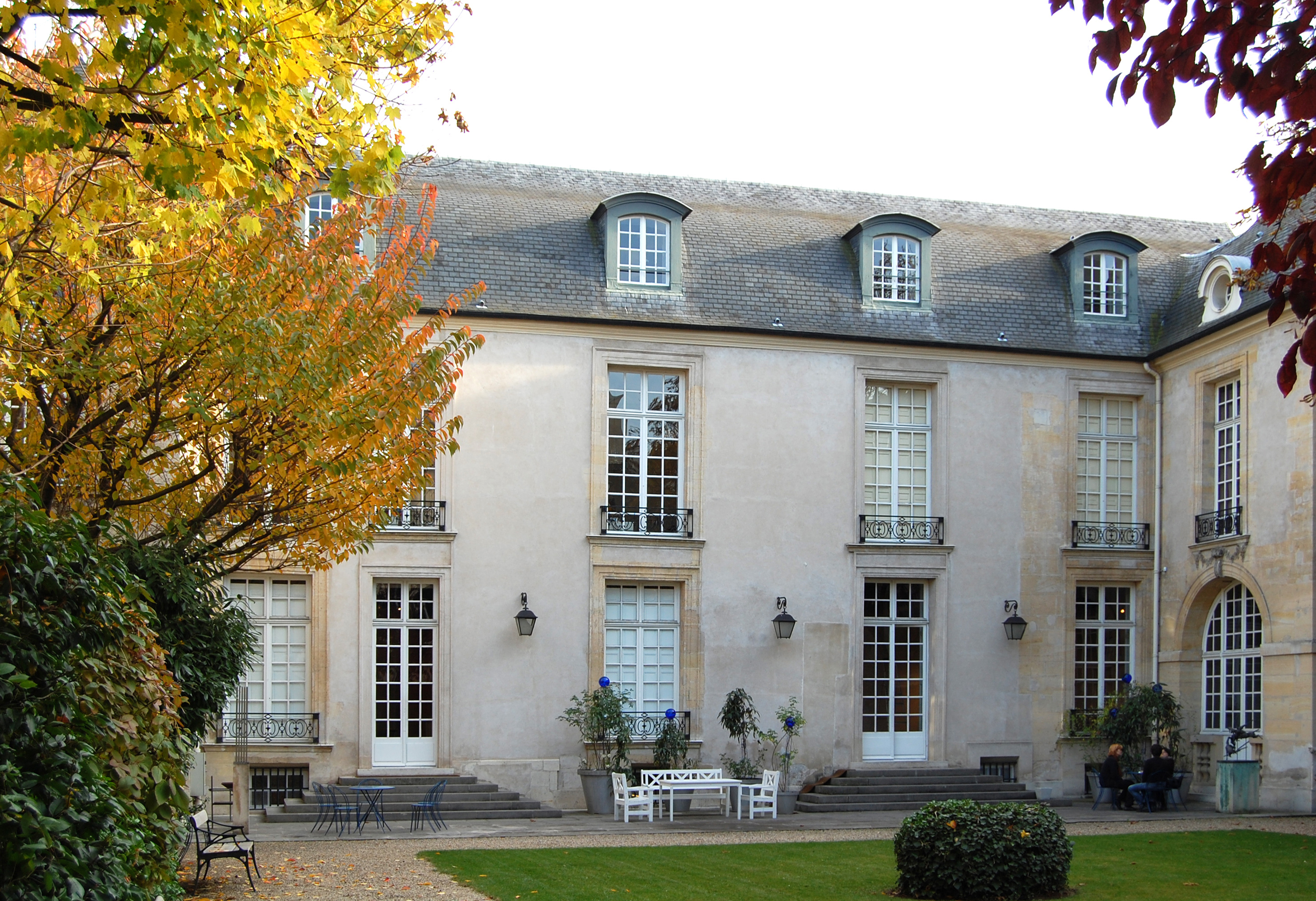
Nádvoří sídla kulturního centra

Švédské kulturní centrum v Paříži (švédsky Svenska kulturhuset i Paris, francouzsky Centre culturel suédois de Paris) je kulturní instituce v Paříži, která má za úkol šířit švédskou kulturu a jazyk ve Francii. Sídlí v městském paláci hôtel de Marle na adrese Rue Payenne č. 11 ve 3. obvodu ve čtvrti Marais. Centrum bylo otevřeno v roce 1971.

## Činnost
Centrum je součástí Švédského institutu (Svenska institutet) a k jeho úkolům patří podporovat švédsko-francouzské vztahy v oblasti kultury, vzdělávání, vědy a hospodářství. Proto spolupracuje s francouzskými institucemi a organizuje koncerty, semináře, konference, přednášky, výstavy, divadelní a filmová představení apod.